# ألبرت بوبوف
ألبرت بوبوف (بالبلغارية: Алберт Попов) هو متزحلق جبال الألب بلغاري، ولد في 8 أغسطس 1997 في صوفيا في بلغاريا.

## وصلات خارجية
- ألبرت بوبوف على موقع الاتحاد الدولي للتزلج (التزلج على المنحدرات الثلجية) (الإنجليزية)
- ألبرت بوبوف على موقع اللجنة الأولمبية الدولية (الإنجليزية)
- ألبرت بوبوف على موقع أوليمبيديا (الإنجليزية)